# Hydrochus megaphallus
Hydrochus megaphallus är en skalbaggsart som beskrevs av Van Berge Henegouwen 1988. Hydrochus megaphallus ingår i släktet Hydrochus, och familjen gyttjebaggar. Enligt den svenska rödlistan är arten otillräckligt studerad i Sverige. Arten förekommer i Götaland, Gotland, Öland och Svealand. Artens livsmiljö är våtmarker, sjöar och vattendrag, jordbrukslandskap.